# Белая чайка
Бе́лая ча́йка (лат. Pagophila eburnea) — вид небольших приполярных птиц из семейства чайковых (Laridae), единственный в роде белых чаек (Pagophila).

## Описание
Оперение белое, у молодых — с тёмными крапинами. Клюв жёлтый с зеленоватым основанием, на кончике клюва преобладает оранжевый или желтый тон. Голое кольцо вокруг глаз красное; ноги чёрные. Длина тела около 45 см. По земле чайка передвигается хорошо, плавает, но на воду садится неохотно.

## Размножение
Гнездится колониями, чаще на скалах. Гнездо представляет собой неглубокое углубление, выложенное небольшим количеством растительного материала. К размножению приступает в начале июля, в кладке 1—2 яйца. Насиживают оба родителя около месяца. Птенцы выводятся одетые пухом, оперяются в конце первого года жизни.

## Питание
Белые чайки — плотоядные птицы. В их рацион входят морские беспозвоночные, падаль, экскременты тюленей, моржей и белых медведей. Белые чайки отличаются привычкой разрушать чужие гнезда в поисках яиц.

## Распространение
Обитает в высоких широтах Арктики и циркумполярных областях Северной Америки и Евразии. Гнездование в России доказано для о. Виктория, Земли Франца-Иосифа, Северной Земли, островов Карского моря. Единственное гнездо обнаружено на сев. Новой Земли. Предположения о гнездовании белой чайки на западном побережье Новой Земли, о. Беннетта и о. Врангеля не подтверждены. Районы зимовок в России расположены в Баренцевом и Беринговом морях. Отмечаются зимой у сев. части Новой Земли. Кочующие белые чайки широко встречаются по всему арктическому бассейну, залетают как в высокие широты Арктики до 87—88° с. ш., так и на юг до таежных районов. Вне России гнездится в американском секторе Арктики и в Гренландии. Мигрирует только на короткие расстояния на юг осенью, большая часть зимует в северных широтах, на кромке льдов, хотя некоторые достигают более южных районов.

## Галерея

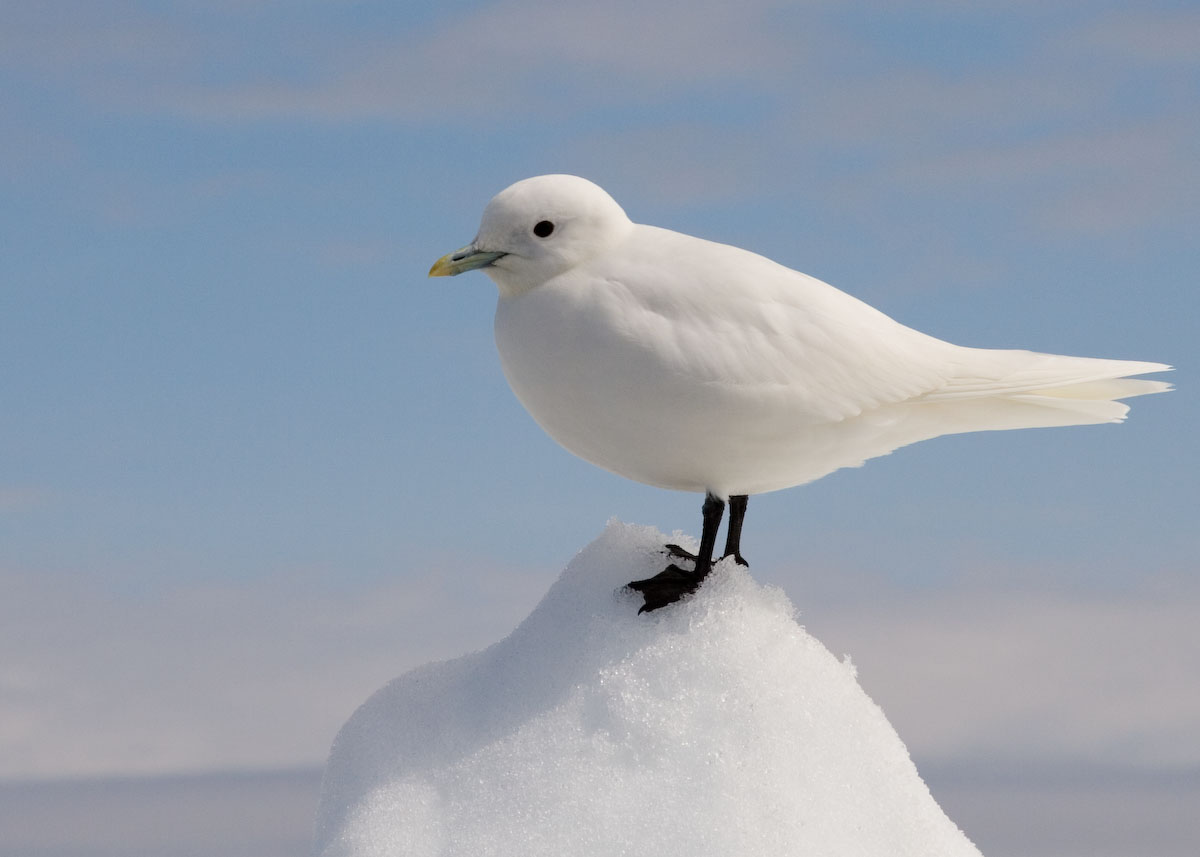
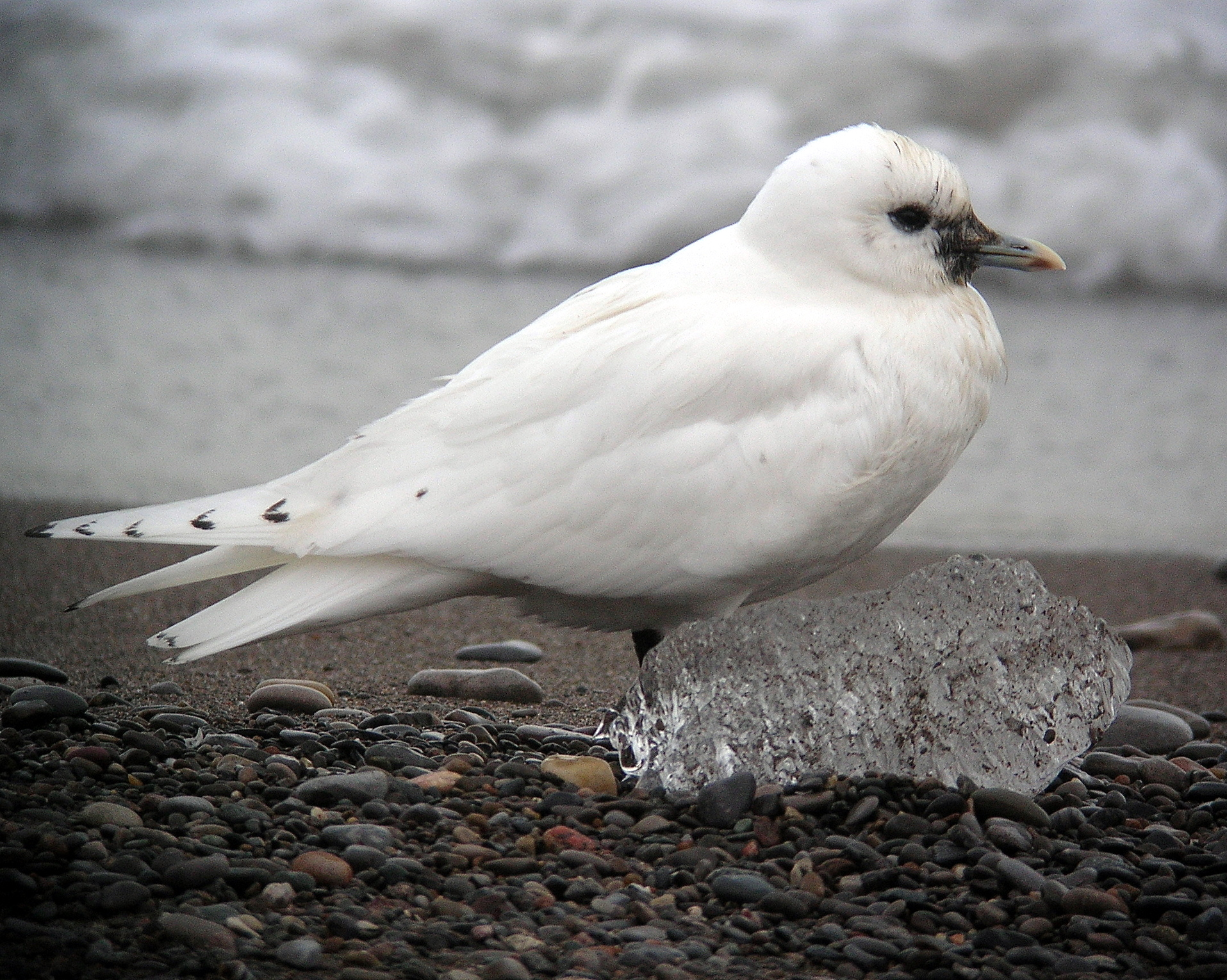
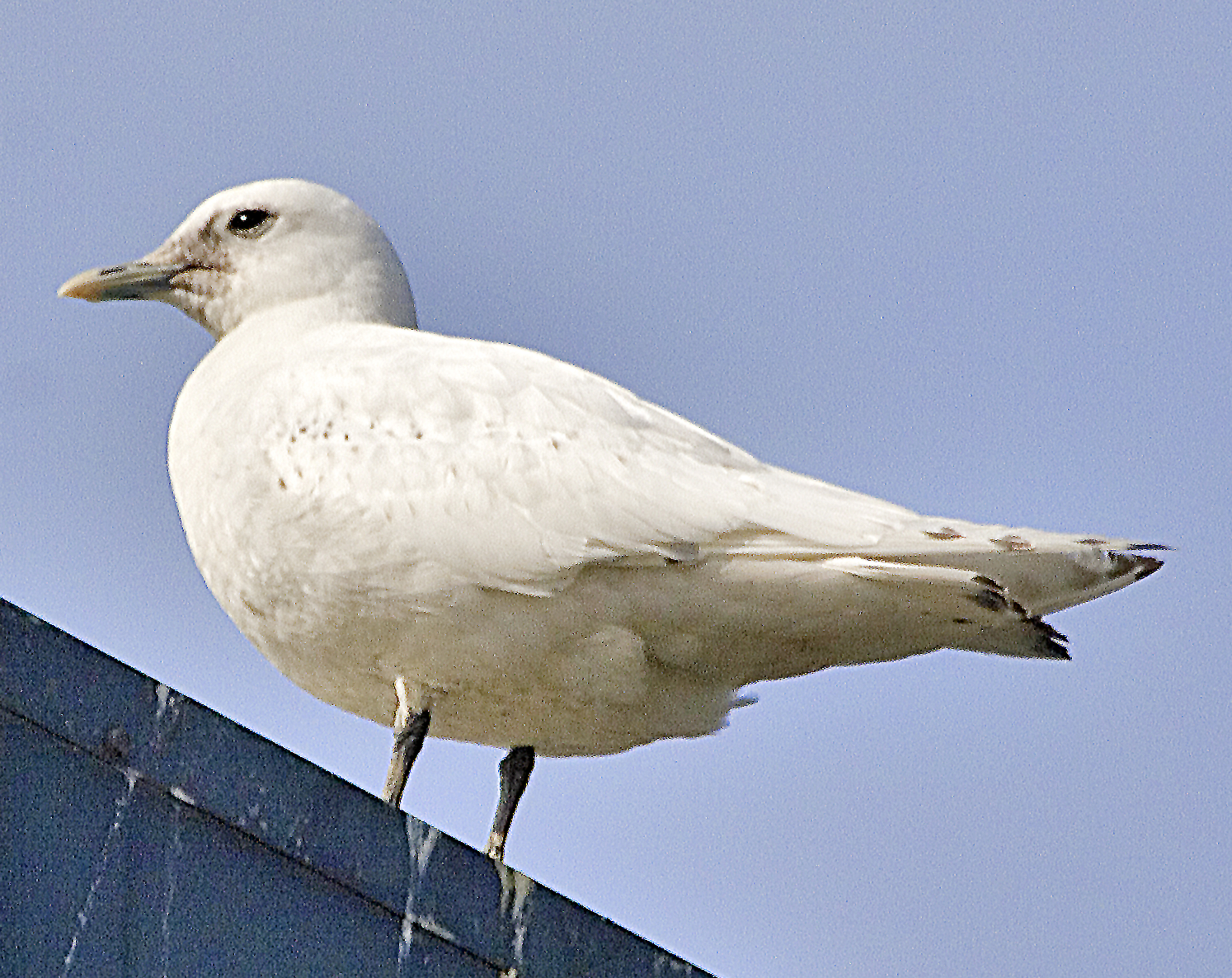
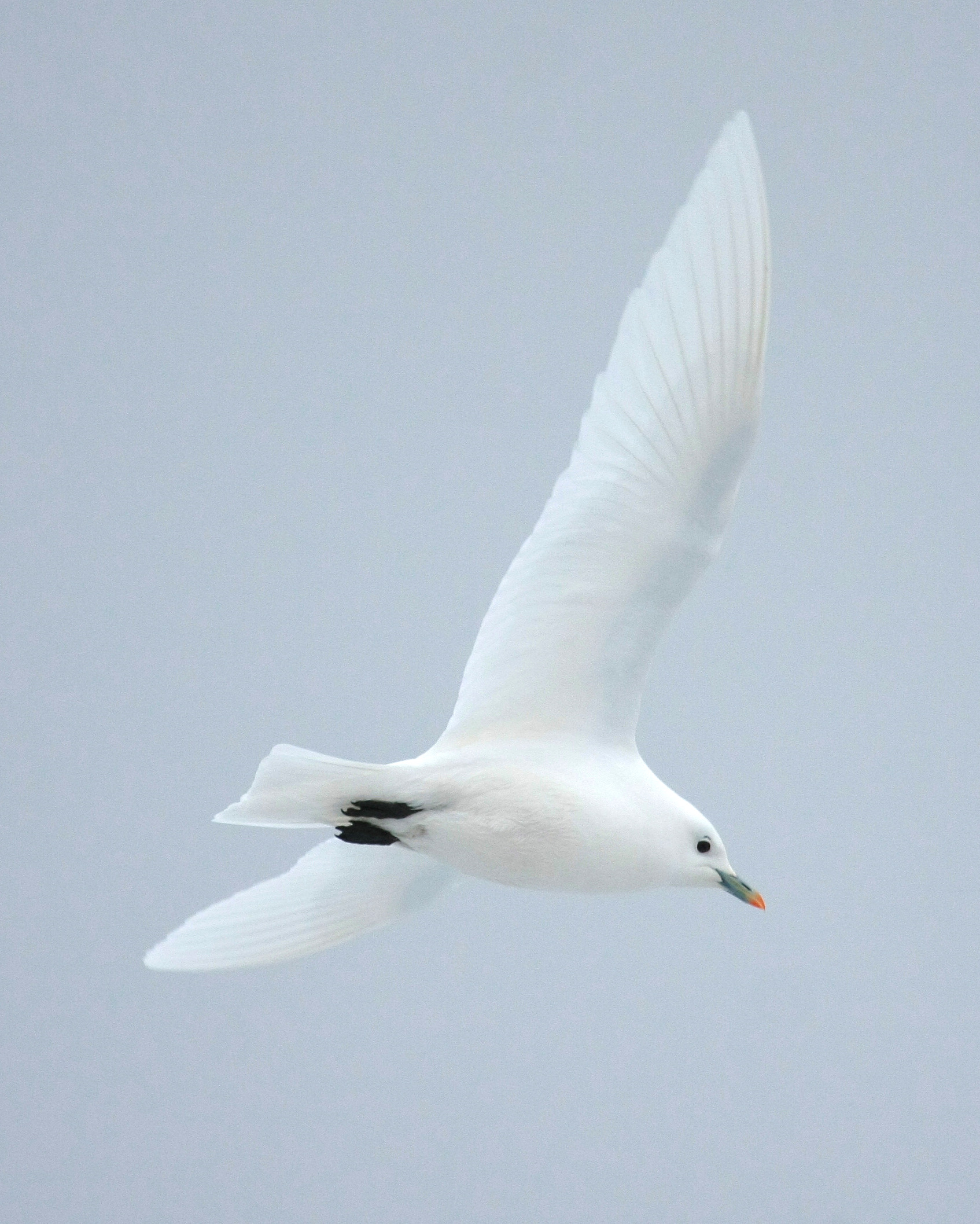